# Championnat de Belgique masculin de handball de deuxième division 1979-1980
Navigation
Division 2 1978-1979 Division 2 1980-1981
La saison 1979-1980 du Championnat de Belgique masculin de handball de deuxième division est la 17e édition de la deuxième plus haute division belge de handball. 

## Participants
| - TSV Eupen - HC Herstal - Union beynoise - YR KV Mechelen - Sporting Kraainem'72 - JS Herstal - Amicale Visé |  | - Sporta Evere - Etterbeek - Kapek - EV Aalst - H.Villers 59 - Stenor - HV Uilenspiegel Wilrijk |